# وينستون دانق
وينستون دانق (بالصينية: 陳重信) هو سياسي تايواني، ولد في 1943. حزبياً، نشط في الحزب الديمقراطي التقدمي.